# 波多健治郎
波多 健治郎（はた けんじろう、1928年（昭和3年）7月27日 - ）は、日本の経営者。元明治生命保険社長・会長。

## 略歴
- 1952年（昭和27年） 東京大学法学部卒業[1]
- 1954年（昭和29年）5月 明治生命保険相互会社入社[2]
- 1972年（昭和47年）4月 明治生命保険相互会社赤羽支社長[2]
- 1981年（昭和56年）7月 明治生命保険相互会社取締役業務部長[2]
- 1983年（昭和58年）4月 明治生命保険相互会社常務取締役[3]
- 1986年（昭和61年）4月 明治生命保険相互会社専務取締役[3]
- 1989年（平成元年）4月 明治生命保険相互会社代表取締役副社長[3]
- 1990年（平成2年）4月 明治生命保険相互会社代表取締役社長[3]
- 1998年（平成10年）4月 明治生命保険相互会社代表取締役会長[3]
- 1998年（平成10年）6月 中部電力株式会社監査役[4]
- 1999年（平成11年）3月 麒麟麦酒株式会社（現キリンホールディングス株式会社）取締役[5]
- 2003年（平成15年）6月 大同特殊鋼株式会社監査役[3]
- 2003年（平成15年）6月 信越ポリマー株式会社監査役[6]
- 2003年（平成15年）6月 株式会社北國銀行監査役[2]
- 2003年（平成15年）7月 明治生命保険相互会社相談役[2]
- 2004年（平成16年）1月 明治安田生命保険相互会社相談役[2]
- 2004年（平成16年）6月 三菱地所株式会社監査役[7]
- 2005年（平成17年）12月 明治安田生命保険相互会社特別顧問[2]